# Alexandre Gomes de Argolo Ferrão Filho
Alexandre Gomes de Argolo Ferrão Filho, 1º visconde de Itaparica, (Bahia, 8 de agosto de 1821 — Bahia, 23 de junho de 1870) foi um militar brasileiro. Filho fora do casamento de Alexandre Gomes de Argollo Ferrão, 1º barão de Cajaíba. Comandante geral da Guarda Nacional da Bahia (1854 - 1855). Tenente-coronel estava em Cuiabá em 1859.

## Biografia

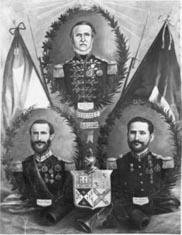
Generais Argolo: Alexandre Gomes de Argolo Ferrão, Francisco de Paula Argolo e Alexandre Gomes de Argolo Ferrão Filho.

Argolo lutou na Guerra do Paraguai, onde foi comandante do 2° Corpo de Exército, e após conquistar uma  das vitórias mais importantes durante a guerra foi presenteado por Dom Pedro II com um título de nobreza e uma quantidade significativa de regalias em forma de ouro que permaneceram em sua família por mais de 100 anos. Foi designado por Caxias para construir a estrada do Grão-Chaco, permitindo que as forças brasileiras executassem a célebre marcha de flanco através do chaco paraguaio. É famosa sua frase ao ser questionado por Caxias sobre a viabilidade da empreitada: "Marechal! Se for possível, está feita! Se for impossível, vamos fazê-la!". 
Participou da Batalha de Tuiuti e Batalha de Itororó, onde foi ferido, falecendo vítima deste ferimentos.
Seu pai, Alexandre Gomes de Argolo Ferrão, foi o 1º Barão de Cajaíba.
Espelhando-se em seu progenitor, assentou praça, aos dezesseis anos  de idade, como 1º cadete no 1º Batalhão de Artilharia. Aos  dezessete, foi promovido a 2º tenente. Em 1840, em gozo de licença, na Bahia, apresentou-se  para participar da expedição que se destinava à província do Maranhão para lutar contra a "Balaiada". O principal líder desta revolta, Manuel Francisco dos Anjos Ferreira, tinha o apelido de "Balaio". Fabricava balaios e se revoltou depois que uma de suas filhas foi violentada por um policial. Procurando vingar-se, se tornou sanguinário e feroz, liderando um grupo que devastou o interior do Maranhão, matando, violentando e arrasando os locais por onde passava. O jovem Alexandre fez toda a campanha naquela província.

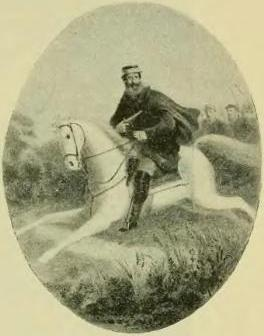
General Argollo.

Regressando à Bahia, um ano depois, expedicionou para as províncias de São Paulo e Minas Gerais. Em 1844, foi promovido a capitão. Em 1847, foi agraciado com a comenda da Imperial Ordem da Rosa, no grau de cavaleiro. Em 1849, foi distinguido com a comenda da Ordem de Cristo. Em 1852, foi promovido ao posto de major, A partir de então sua vida foi toda ela dedicada ao servido da pátria. Em 1868, assumiu o comando da 1ª divisão de infantaria do 2º corpo do exército. Nomeado conselheiro, foi agraciado com o título de Visconde de Itaparica.
Na Guerra do Paraguai comandou o 2º corpo de exército, e após ter conquistado uma das vitórias mais importantes foi presenteado por Dom Pedro II com um título de nobreza. Designado por Caxias para construir a estrada do Grão-Chaco, que permitiu que as forças brasileiras executassem a famosa marcha de flanco através do chaco paraguaio. Conta-se que antes de iniciar a construção, Caxias indagou se ele achava viável a construção. O Visconde, sem pestanejar, respondeu: “Marechal! Se for possível, está feita! Se for impossível, vamos fazê-la!” O Visconde participou da Batalha de Tuiuti e da Batalha de Itororó, onde foi ferido. Antônio Loureiro de Souza, referindo-se a bravura do Visconde, afirmou: “O grande Caxias, com quem serviu, tinha-o em alta conta, não se cansando de elogiá-lo em várias ordens do dia. Soube ser, assim, um grande patriota, desses que pela impavidez e pelo patriotismo, se inscreveram na história nacional.
Em 1869, deixou o Paraguai e, um ano depois, no dia 23 de junho, faleceu em consequência do ferimento de que foi vítima durante a Batalha de Itororó. Hoje existe na cidade de Barreiras na Bahia um Batalhão de Engenharia com seu nome em sua homenagem.

## Família
Alexande Gomes de Argolo Ferrão Filho, deixou como seus descendentes o neto Delfim Argolo Ferrão (3º Visconde de Itaparica) e o neto Edgard Gonçalves Ferrão (4º da linha sucessória de Visconde de Itaparica), nascido em 7 de maio de 1916, conhecido como um dos "playboys" sociedade carioca, que no período de 1940 - 1950, promoveu e participou de grandes festas nacionais, Edgard Gonçalves Ferrão casou-se com a filha de Italianos Abbadia Caparelli, ex- miss Minas Gerais, Museóloga, Mestre e Doutora em História Antiga e Medieval, deixando como herdeiros o médico Marcos Aurélio Caparelli Ferrão e a Historiadora Viviane Caparelli Ferrão.